# Nadir Larbaoui
Nadir Larbaoui (n. 26 septembrie 1949, Tébessa, Provincia Tébessa, Algeria) este un politician, avocat și diplomat algerian, care ocupă funcția de prim-ministru al Algeriei din noiembrie 2023.

## Biografie
În tinerețe, Larbaoui a fost membru în echipa națională masculină de handbal a Algeriei. A participat la Cupa Algeriană de Handbal Masculin, câștigând Cupele Algeriene din 1971–1972, 1972–1973 și 1975–1976. A fost selecționat pentru Campionatul Mondial de Handbal din 1974 și, ulterior, pentru Campionatul African de Handbal din 1976.

## Carieră
După retragerea din handbal, Larbaoui s-a înscris la Facultatea de Drept a Universității din Alger, unde a obținut o diplomă de master în drept internațional public și privat, precum și o licență în drept, devenind avocat. A continuat să lucreze pentru Ministerul Afacerilor Externe, ocupând funcțiile de Director al Diviziei de Afaceri Legale și Consulare, Director al Diviziei de Relații Economice Internaționale și Director pentru Divizia Magrebului Arab. Mai târziu, a devenit diplomat de carieră, servind ca ambasador la Organizația Națiunilor Unite, Pakistan, Liga Arabă, Uniunea Magrebului Arab și Egipt.
Larbaoui a devenit șeful de cabinet al președintelui Algeriei, Abdelmadjid Tebboune, în martie 2023.
Președintele Tebboune l-a numit pe Larbaoui prim-ministru pe 11 noiembrie 2023, înlocuindu-l pe Aymen Benabderrahmane, care fusese demis. Mai mulți observatori au caracterizat această decizie ca fiind o dorință a președintelui Tebboune de a centraliza și mai mult procesul decizional, cu aproape un an înainte de alegerile prezidențiale programate pentru decembrie 2024.

## Viața personală
Larbaoui s-a născut pe 26 septembrie 1949, în Tébessa, Algeria (pe vremea stăpânirii franceze); este căsătorit și are doi copii.